# Monte Savino
Il monte Savino è un rilevo delle Alpi Liguri alta 1088 metri s.l.m. che si trova nel territorio del comune di Pamparato, nei pressi del confine con Torre Mondovì (CN).

## Descrizione

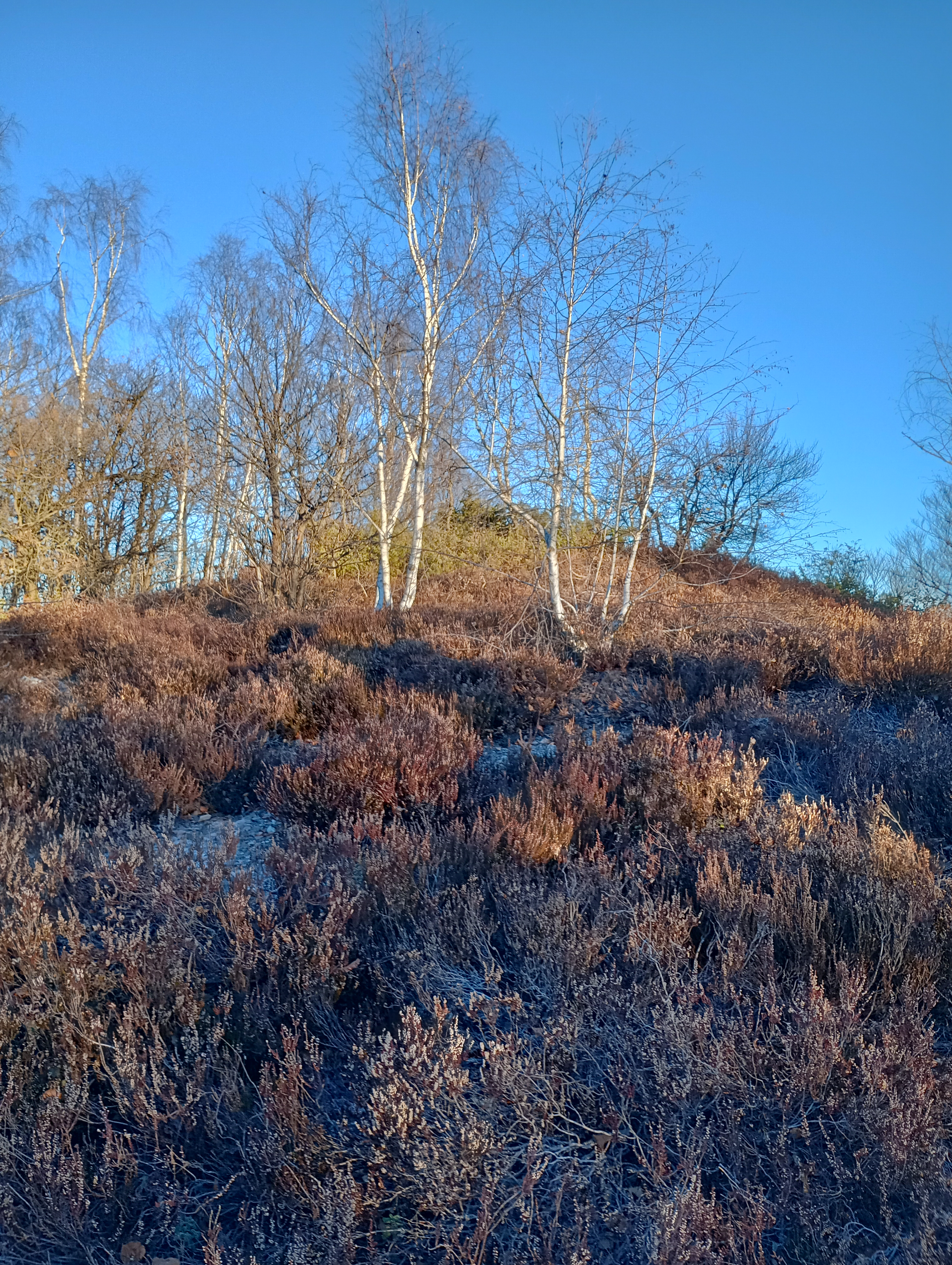
La sommità del monte

La montagna è collocata sullo spartiacque tra la Val Casotto (a est) e la valle del torrente Roburentello. Si trova nei pressi di Case Cattini, un gruppo di case del comune di Pamparato, non lontano dal comune di Torre Mondovì. Domina da nord la conca carsica delle Turbiglie.
A inizio Novecento il monte veniva descritto così:
(Strenna a beneficio del pio istituto dei rachitici, 1904)

## Geologia
La zona del Monte Savino è nota ai geologi per la presenza di quarziti micacee o cloritiche glubulari risalenti al triassico inferiore. La zona ospita numerose cavità naturali e forme carsiche superficiali. Dà il nome all'"Area carsica del Monte Savino".

## Storia
Alla fine del Settecento l'avanguardia dell'esercito francese che stava occupando la zona di Pamparato utilizzò la zona del Monte Savino per accamparsi. L'area attorno alla montagna era nota in passato perché vi transitava l'antica via di comunicazione tra Pamparato e Torre Mondovì. Le caverne e le varie cavità naturali presenti in zona erano considerate come residui di una antica attività vulcanica.

## Accesso alla vetta
La cima della montagna è raggiungibile a piedi senza particolari difficoltà, ma a causa della vegetazione arborea presente non offre ampi panorami.